# エリザベス・フリンク
デイム・エリザベス・フリンク（Dame Elisabeth Frink, CH DBE RA、1930年11月14日 - 1993年4月18日）は、イギリスの芸術家・彫刻家。

## 子ども時代と教育
1930年サフォークのサーロで生まれた。エクスマスの修道院で育てを受け、1947年から1953年まではギルフォードとチェレシーの美術学校で学んだ。

## 芸術家
チェレシー美術学校で学んだ後、フリンクは1953年からセント・マーティン美術学校で教師を働けた。1967年から1972年までフランスに暮らしたが、のちにドーセットに移り、そこで仕事をした。
作品は定期的に発表されているが、おもにワディントン画廊に出展している。戸外で運動している力強い単独の人物像を多く制作している。彫刻の他にもリトグラフなどのプリントメーキングでも活躍。公共的な作品には、香港証券取引所の交易廣場のために制作した「水牛」、リヴァプール大聖堂とコヴェントリー大聖堂 (Coventry Cathedral) に展示されている「キリスト昇天」がある。

## 常設展示
- リヴァプール大聖堂  (リヴァプール)

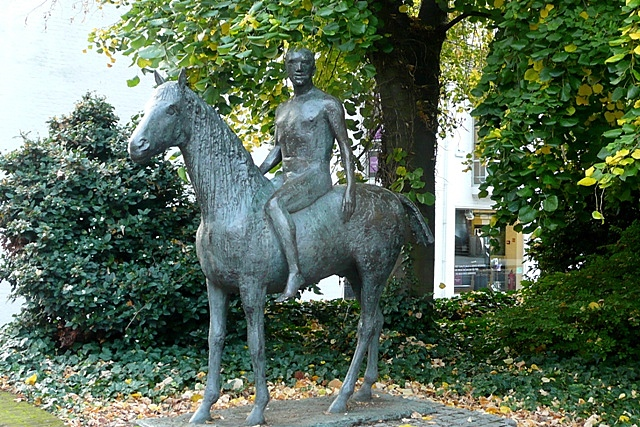
ウィンチェスターにあるHorse and Rider

- パターノスター (Paternoster) パターノスタースクエア (ロンドン)
- (Horse and Rider) ピカデリー (ロンドン)
- グロブナー スクエア[2] (ロンドン)
- 香港証券取引所、交易廣場 (香港)
- チャッツワース・ハウス
- ソールズベリー大聖堂
- ドーセット殉教記念碑 (Dorset Martyrs Memorial) (ドーチェスター)
- セントエドマンズベリー大聖堂 (サフォーク)